# マルキト県
マルキト県（マルキトけん、メキト県、ウイグル語:مەكىت　転写:Mekit）は、中華人民共和国新疆ウイグル自治区カシュガル地区に位置する県。

## 行政区画
2鎮、8郷を管轄：
- 鎮：メキト鎮（麦蓋提鎮）、バザルジェミ鎮（巴扎結米鎮）
- 郷：シイトデョン郷（希依提墩郷）、ヤンタク郷（央塔克郷）、テュメンタル郷（吐曼塔勒郷）、ガズキョル郷（尕孜庫勒郷）、キズィルアワト郷（克孜勒阿瓦提郷）、クムクサル郷（庫木庫薩爾郷）、ハンギトリク郷（昂格特勒克郷）、クルマ郷（庫爾瑪郷）

## 交通

### 道路
- 高速道路
  -  三莎高速道路
  -  麦喀高速道路
- 国道
  - G217国道